# Angelica pseudoselinum
Angelica pseudoselinum là một loài thực vật có hoa trong họ Hoa tán. Loài này được H.Boissieu mô tả khoa học đầu tiên năm 1903.